# Enrique Madiña
Luis Enrique Madiña (Talagante, 1928 - Santiago de Chile, 23 de marzo de 2019) fue un actor chileno de teatro, cine y televisión. Participó como actor de doblaje en películas, series y telenovelas para el público latinoamericano.

## Filmografía
Participó en las siguientes películas:
- La casa en que vivimos (1970)
- Operación Alfa (1972)
- Palomita blanca (1973)
- La niña en la palomera (1990)
- Jappening Con Ja (1997)
- Aquel lugar llamado Cine Plaza (2009)